# Огаркова Тетяна Анатоліївна
Огаркова Тетяна Анатоліївна (* 27 червня 1979, Кам'янець-Подільський) — українська літературознавиця, доктор філософії в галузі літературознавства, фахівець у галузі теорії літератури та історії французької літератури.

## Життєпис
У 2002 році закінчила Києво-Могилянську академію за спеціальністю культурологія. Того ж року отримала стипендію французького уряду для навчання в університеті Париж XII Валь-де-Марн (Paris 12 Val-de-Marne University), що стало першим кроком до написання та захисту дисертації. У 2007 році здобула ступінь доктора (PhD) у цьому ж університеті.
Стажувалася за програмою COIMBRA в Женевському університеті, а також за програмою академічних обмінів імені Фулбрайта (University of Arkansas, Fayetteville, AR); за спеціалізацією «Мова та література»; проект «Методологія та історія порівняльного літературознавства».
Зараз[коли?] є старшим викладачем кафедри літературознавства НаУКМА. Викладає історію французької літератури та європейської літератури XX ст.
З 2020 року разом з Володимиром Єрмоленком Тетяна Огаркова започаткувала подкаст Kult, присвячений визначальним епохам в історії культури та культовим авторам, які мали великий вплив на розвиток літератури й культури.

## Сім′я
Чоловік — Володимир Єрмоленко — український філософ, публіцист та есеїст, кандидат філософських наук, старший викладач Києво-Могилянської академії.

## Нагороди
У 2023 році разом зі своїм чоловіком Володимиром Єрмоленком обрана однією із 15 лідерів у категорії «Культура» рейтингу «Список лідерів України УП-100» видання Українська правда.

## Наукова діяльність

### Журналістика та публіцистика
Періодично друкується в інтернет-виданнях «Українська правда. Життя», «Український тиждень», «Критика». Публікації: «З життя європейців: французький ліцей», «З життя європейців: податки в Швеції», «З життя європейців: швейцарська армія», «З життя європейців: правосуддя в Чехії», «З обох берегів» тощо.

## Публікації

### Монографії
Ogarkova T.A. Une autre avant-garde: la métaphysique, le retour à la tradition et la recherche religieuse dans l'oeuvre de René Daumal et de Daniil Harms / T.A. Ogarkova. — Berne: Peter Lang, 2010. — 490 с. Переклад на українську: "Інший авангард: метафізика, повернення до традиції та релігійні пошуки в творчості Рене Домаля та Даниїла Хармса.
Книгу присвячено кільком епізодам альтернативної історії європейського авангарду.

### Публікації
1. Бюрократія під «Болонським соусом». — Український тиждень, 2010. — № 33. — С. 146–147.
2. Моделі докторських шкіл: НаУКМА та європейські університети. — Докторські програми в Україні: досвід НаУКМА / [упоряд. Л. Пізнюк ; за наук. ред. Моренця] ; Нац. ун-т «Києво-Могилян. акад.». — К.: Пульсари, 2010. — С. 40-51.
3. Справа Антонета Арто. — Критика, 2012. — Ч. 11-12. — С. 35-36.
4. Чоран/Сьоран: одна людина, два життя. — Критика, 2012. — Ч. 1-2. — С. 14-17.
5. Огаркова Т. Пригоди дембеля-меломана // Кіно-Театр. − 2000. − №6. − С. 44-45.
6. Богданович О.: Саме слово «король» вже до чогось зобов'язує... / розмову вела Огаркова Т. // Кіно-Театр. − 1999. − №5. − С. 58-60.

### Публікації на ЛітАкценті
1. «Фанатик без переконань»: до портрету Сьорана [Електронний ресурс] — ЛітАкцент. — 13 грудня 2012. — Режим доступу: http://litakcent.com/2011/12/13/fanatyk-bez-perekonan-do-portretu-sorana/
2. Дороги втечі Анрі Мішо [Електронний ресурс] — 13 березня 2012. — Режим доступу: http://litakcent.com/2012/03/13/dorohy-vtechi-anri-misho/
3. Вільний та божевільний Антонен Арто [Електронний ресурс] — 26 липня 2012. — Режим доступу: http://litakcent.com/2012/07/26/vilnyj-ta-bozhevilnyj-antonen-arto/
4. Гонкурівська премія 2012: Святий Августин та корсиканська поліфонія [Електронний ресурс] — 26 листопада 2012. — Режим доступу: http://litakcent.com/2012/11/26/honkurivska-premija-2012-svjatyj-avhustyn-ta-korsykanska-polifonija/

### Наукове редагування
- Vita Susak, Les artistes ukrainiens à Paris. Київ: вид. «Родовід» (французькою). 2013
- Жан-Клод Маркаде. Малевич. Київ: вид. «Родовід», 2013
- Памела Дракермен. Французьке виховання. Історія однієї американської мами в Парижі. Київ: Критика, 2013.